# Egybolis vaillantina
Egybolis vaillantina (tên tiếng Anh: African Peach Moth) là một loài bướm đêm thuộc họ Noctuidae. Nó được tìm thấy ở miền nhiệt đới châu Phi ecozone.

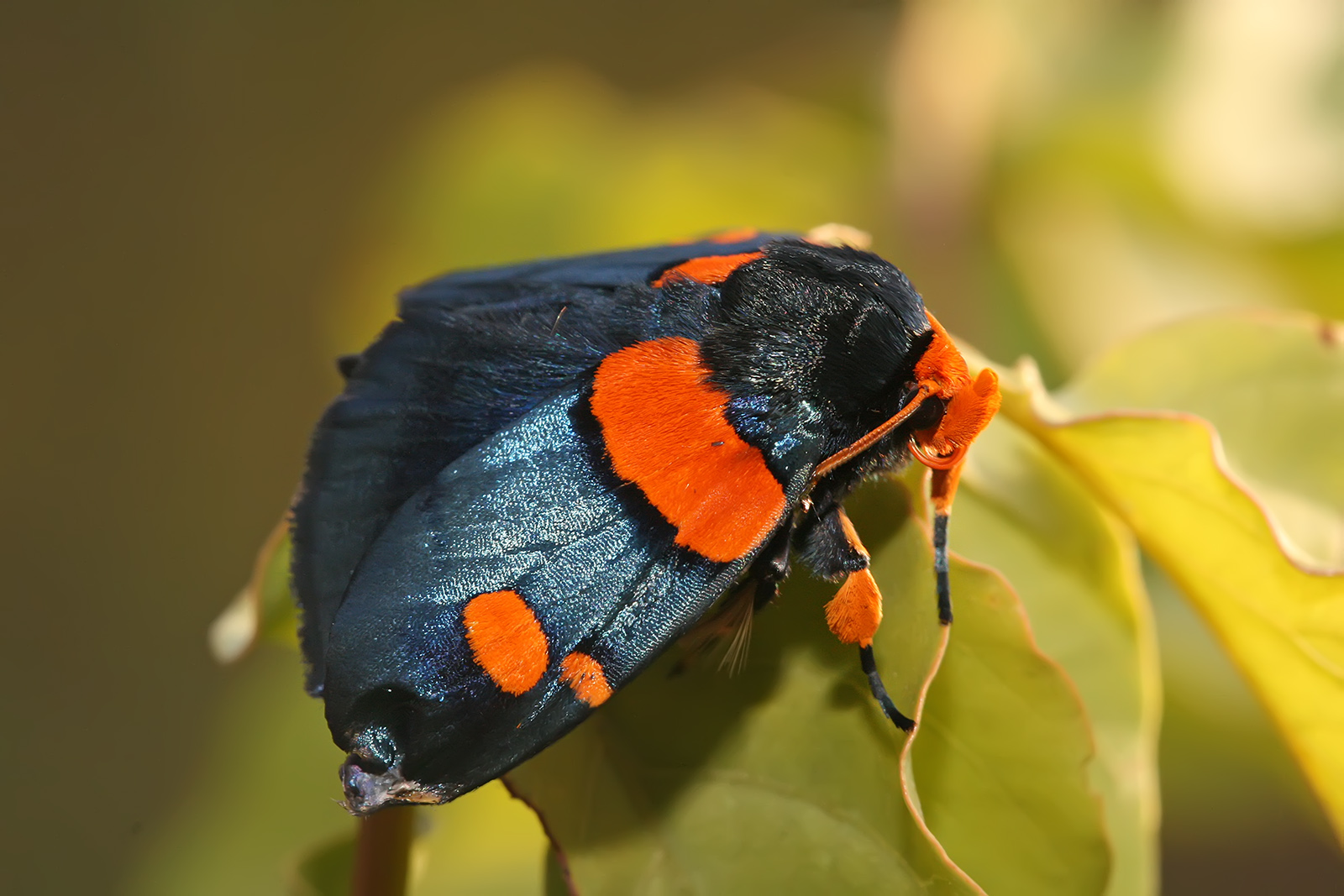

Sải cánh dài khoảng 60 mm. Bướm hoạt động vào ban ngày.
Ấu trùng ăn các loài peach và Sapindus.

## Thư viện ảnh

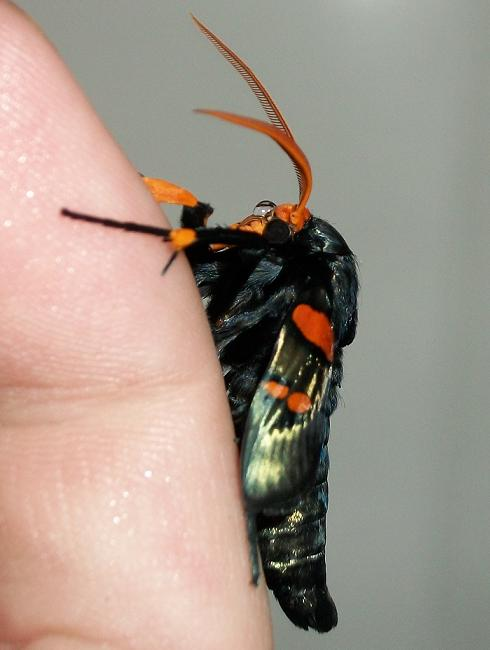
Newly hatched
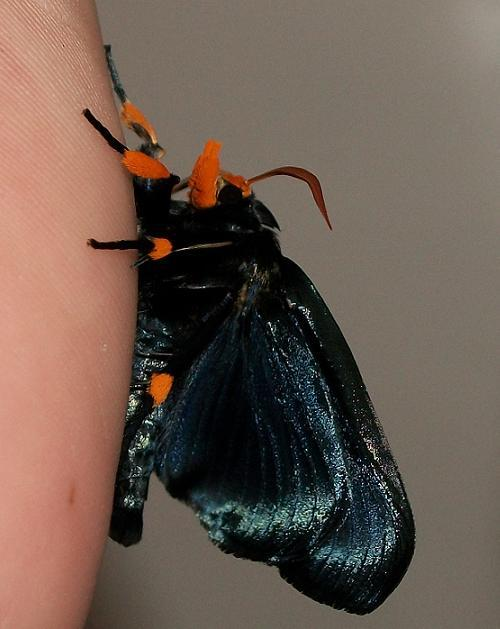
Extending wings
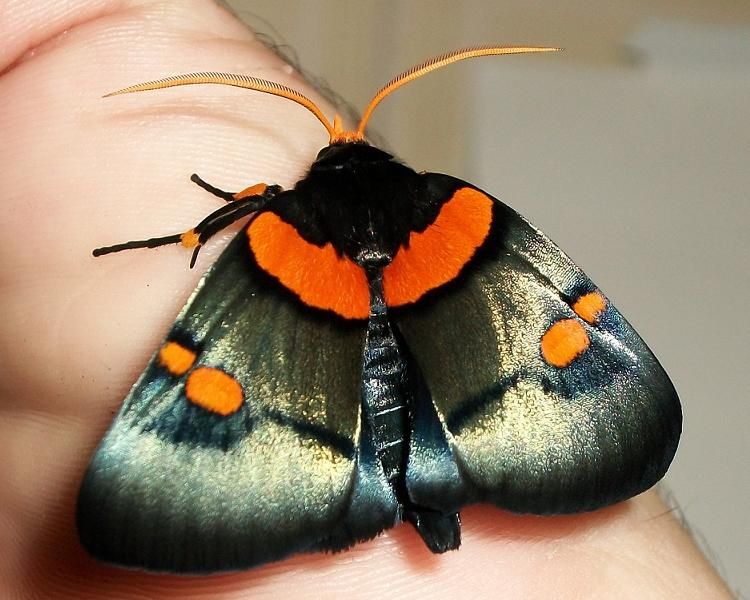
Drying wings

 Tư liệu liên quan tới Egybolis vaillantina tại Wikimedia Commons